# Emblème (route)
Pour l’article homonyme, voir Emblème.
 (novembre 2012).
Dans le domaine routier, un emblème est une représentation symbolique qui peut accompagner une indication de localisation.

## EnFrance
Les emblèmes admis en France sont relatifs à un parc national, un parc naturel régional, une réserve naturelle ou un terrain du Conservatoire du littoral et des rivages lacustres.
La création d'un emblème est soumise à l'autorisation de la Délégation à la sécurité routière.

## Sources
- Droit français : Arrêté du 24 novembre 1967 modifié relatif à la signalisation des routes et des autoroutes.